# Lucien-Étienne Mélingue
Pour les articles homonymes, voir Mélingue.
Lucien-Étienne Mélingue, né le 18 décembre 1841 à Passy et mort le 5 décembre 1889 à Aix-les-Bains, est un peintre d'histoire français appartenant au mouvement académique. 

## Biographie
Il naît à Paris, rue Levert. Son père, Étienne Marin Mélingue, est acteur et sculpteur, sa mère, Théodorine Thiesset, dite « Mme Théodorine » est actrice. Elle est admise en 1843 à la Comédie-Française où elle tient le rôle de Guanhumara dans Les Burgraves de Victor Hugo. Lucien a un frère aîné, Gaston Mélingue, artiste comme lui, ainsi qu'une sœur. 

Élève de Léon Cogniet, Giraud et Gérôme, Mélingue expose pour la première fois au Salon de 1861. Il fait partie de ces peintres académiques que la critique et le public ont délaissés. À son époque, il jouit cependant d'une réputation d'estime, qui lui vaut des critiques encourageantes : 

« Ce jeune peintre, débutant d'hier, et dont la puissance et la variété de conception annoncent un maître, s'affirme chaque année par de nouveaux progrès. »

Salon de 1875 et la légion d'honneur en 1880. Le Matin du 10 Thermidor, tableau représentant Maximilien de Robespierre blessé et allongé sur une  table dans les locaux de l'Hôtel de ville de Paris fait grande impression sur le public du salon de 1877. Reproduit grâce à la photogravure, il devient un des éléments d'un regain de popularité du personnage de Robespierre qui mène à la création de la société des études robespierristes d'Albert Mathiez en 1907. Une esquisse à l'huile du tableau se trouve au musée de la Révolution française.

## Sélection d'œuvres
Dessins, aquarelles, pastels

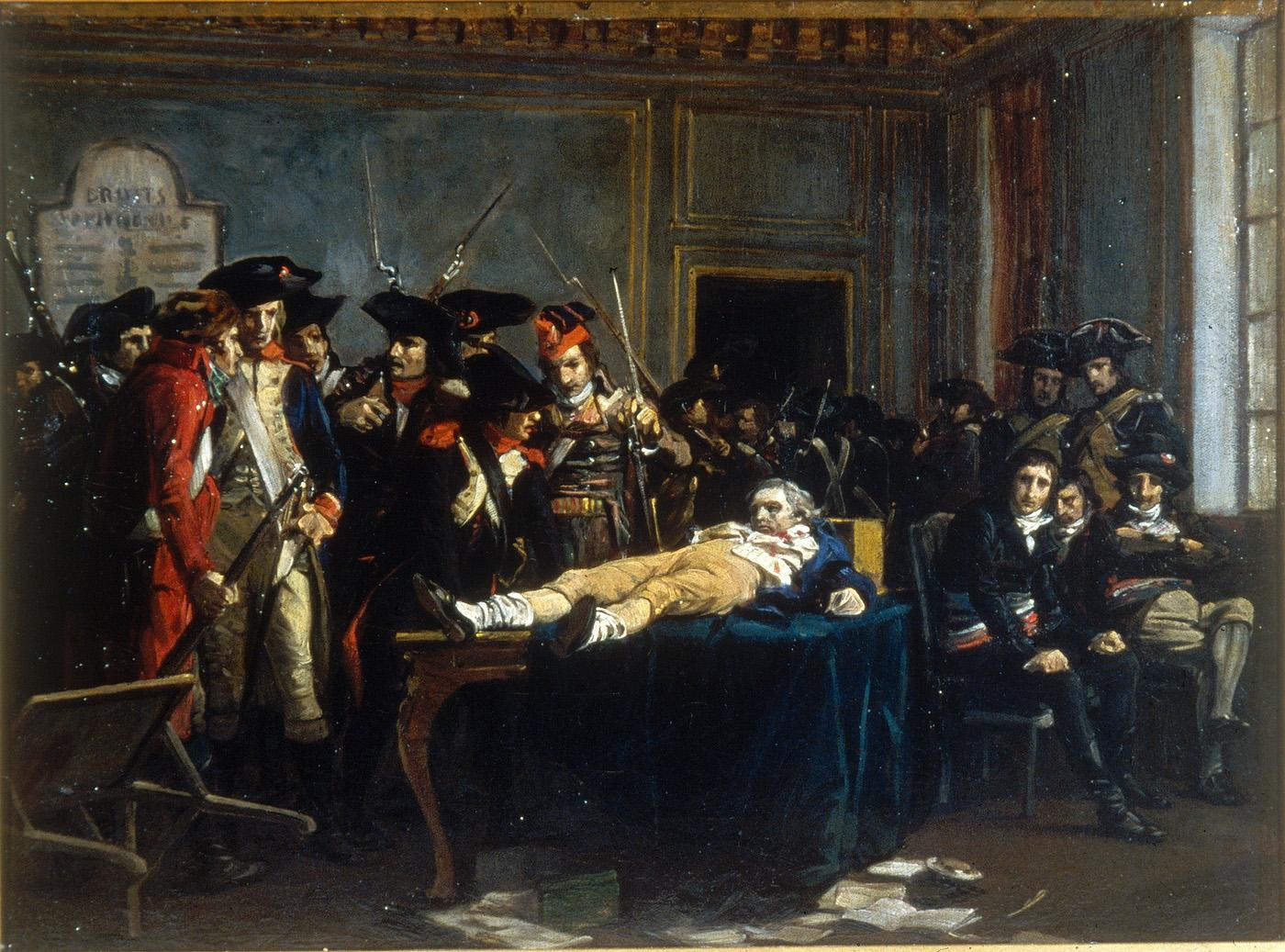
Le Matin du 10 Thermidor, 1877, musée de la Révolution française.

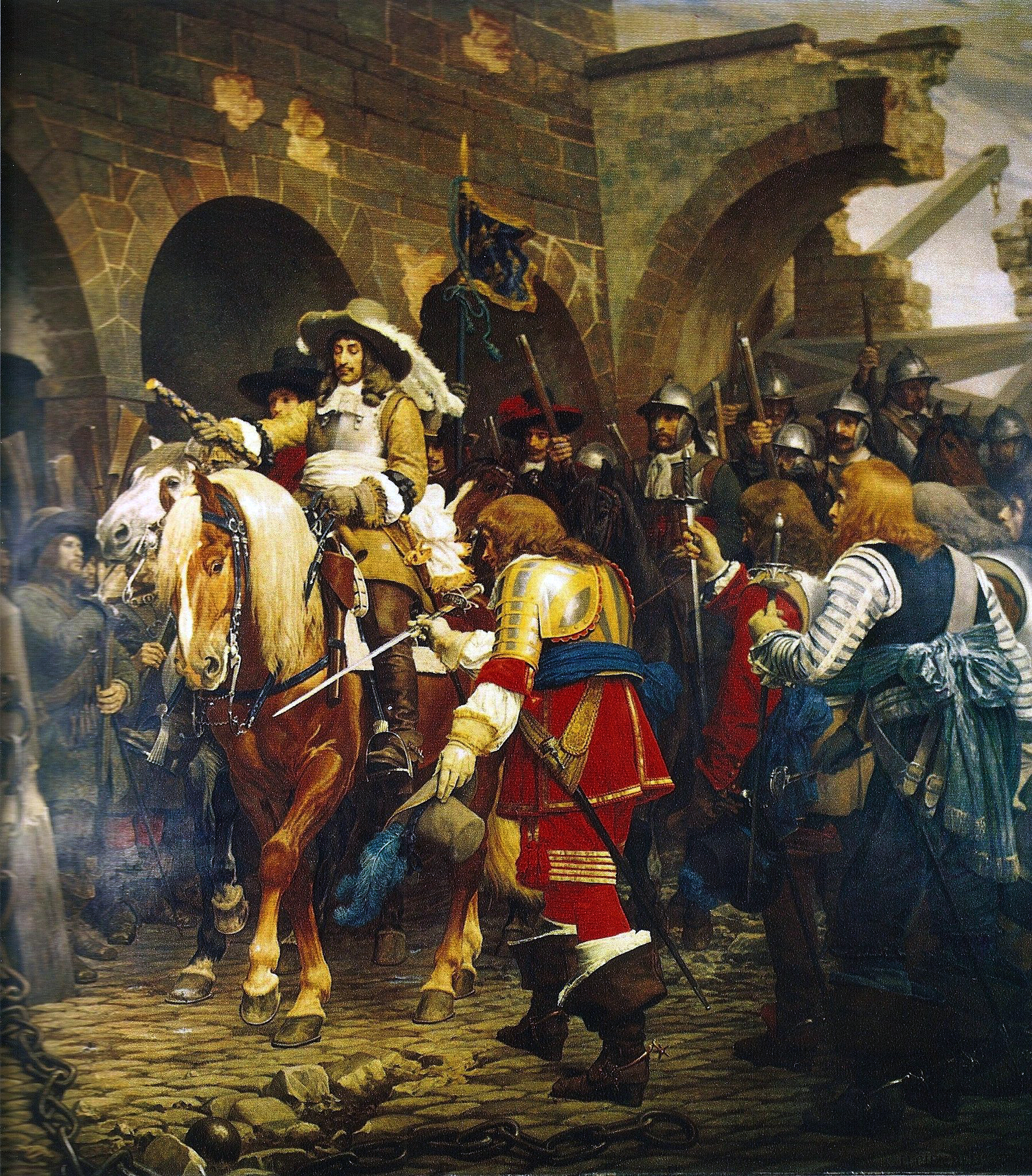
Le Maréchal de la Ferté s'emparant de Belfort défendu par le comte de la Suze en 1654, hôtel de ville de Belfort.

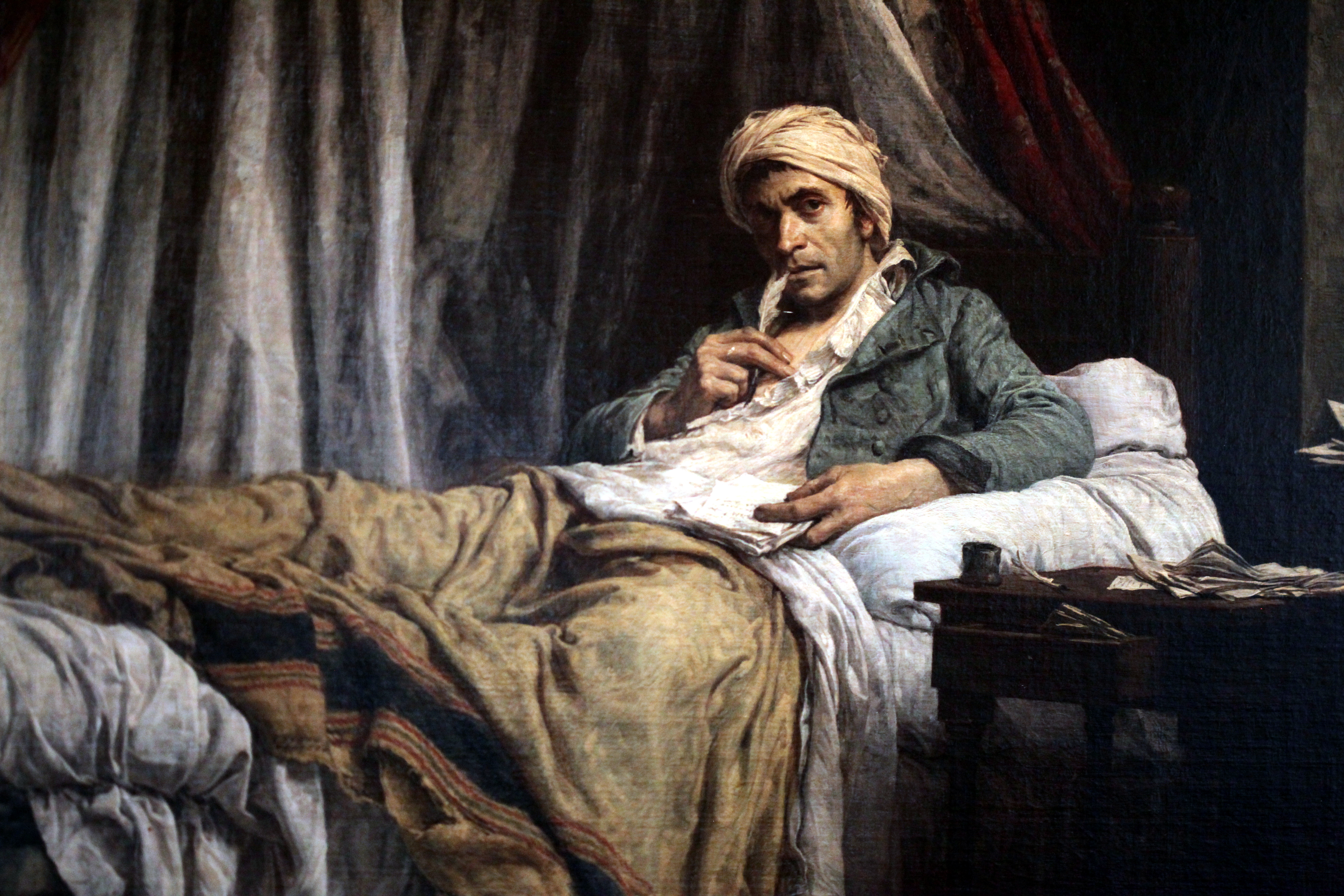
Marat, 1879, musée de la Révolution française.

- N - D  -   Portrait  en pied d'un homme ; Pierre noire et craie blanche sur vergé bleu ; S ; 57,5 × 28,7 cm (Musée d'art moderne et contemporain de Strasbourg n° inv : 55.001.0.103 )

Gravures, lithographies
- 1878 -  Le Matin du 10 Thermidor An II, gravure, photogravure,
- 1885 -  Étienne Marcel et le Dauphin Charles, gravure
- 1894 -  Les députés du Tiers-État attendent sous la pluie devant l'hôtel des Menus Plaisirs, gravure, lithographie, de Goupil et Company Selman Hers Press ; New York, USA.
- N - D   -  Le Matin du 10 Thermidor An II, photogravure ; Goupil et Cie Edtb H. Launette à Paris.

Peintures
- 1861 -  Souvenir de Veules-les-Roses
- 1863 -  Une cour en Normandie
- 1870 -  Cérès chez la vieille, localisation actuelle inconnue
- 1873 -  Charles IX d'un des balcons du Louvre giboyant sur les pauvres huguenots ou Le 24 août 1572, Le Havre, musée des Beaux-Arts
- 1874 -  Messieurs du Tiers avant la séance royale du 23 juin 1789, Versailles, musée Lambinet, exposé au salon de 1874 : le marquis de Dreux-Brézé dialogue avec Bailly tandis que les députés du Tiers attendent sous la pluie devant la salle des Menus-Plaisirs
- 1875 -  Henri III, forcé de quitter Paris, jure de n'y rentrer que par la brèche
- 1876 - Quatrième discours des Dames galantes de Brantôme, exposé au Salon de 1876, autrefois au musée des Beaux-Arts de Caen[5] (détruit en 1944)
- 1877 -  Le Matin du 10 Thermidor an II (1794)  exposé au Salon de 1877, (Étude préparatoire au Musée de la Révolution française)
- 1878 - Mademoiselle de Montpensier à la Bastille, localisation actuelle inconnue
- 1878 - La Levée du siège de Metz en 1553, huile sur toile, 240 × 378 cm, Dijon, musée des beaux-arts de Dijon
- 1879 - Jean-Paul Marat ; (Musée de la Révolution française)
- 1879 - Étienne Marcel, le prévôt des marchands et le Dauphin Charles (1358) ; [s.d.], 265 × 347 cm (insurrection populaire), (Achat de l'État pour le Musée du Luxembourg, attribution au musée d'Orsay n° inv : RF247
- 1879 - Le Maréchal de la Ferté s'empare de Belfort et réunit la ville à la France en 1654 ; 49 × 43 cm (Tableau de la salle d'honneur de l'hôtel de ville de Belfort - Esquisse au Musée d'histoire de Belfort)
- 1880 - Marat dans son lit, Vizille, musée de la Révolution française
- 1884 - Desgenettes s'inoculant la peste, localisation actuelle inconnue
- 1885 - Roustan
- 1885 - L'Exécution des Otages au siège de 1418, Armagnacs et Bourguignons, [s.d.], Dim ; H: × L: (Salle du Conseil ; Hôtel de Ville de Senlis, Oise)
- 1887 - La Reine et Don Sallustre (Ruy Blas, acte V scène III) ; en grisaille, [s.d.], 49 × 27 cm (vente France 4 mars 1994)
- 1887 - Don Sallustre …si vous ne signez point…, [s.d.], 40,5 × 29,5 cm (vente France 25 mars 1993)
- N - D - Scène de bataille de la Guerre de Cent ans ; 33 × 55,5 cm (vente France 25 février 2007)
- N - D - Tête d'homme époque Louis XIII (don en 1922 au musée des beaux-arts de Rennes, provenant du Comte de Hamel n° inv : INV 22.25.29, œuvre disparue.

Illustrations
- 1891 - La fin de Satan, la Légende des siècles de Victor Hugo, format in-8° jésus + de 280 p. Edt Eugène Hugues rue Thérèze Paris 8 ill. de : Riou, V. Hugo, Chifflart, F. Frémier, L. Mouchot, Zier, Emile Bayard, Lucien Mélingue.

Sculptures
- N - D -  Buste de La Fontaine ; Sculpture bronze, patine médaille (vente Belgique 20 mars 2001)

## Fortune critique
« M. Mélingue nous le [Roustan] fait voir couché en travers d'une porte […], à deux pas d'une chaise où l'on a déposé l'épée victorieuse et le petit chapeau. Il dort de ce sommeil à la fois bruyant et inquiet de l'homme qui se sent indispensable, et le sommeil vigilant de ce gros homme nous force de suite à réfléchir. Vraiment, se dit-on, la grandeur n'est-ce que cela ? Faut-il, pour qu'un héros chargé de gloire puisse reposer quelques instants, qu'un être vulgaire, mais dévoué, dorme en travers de son seuil ? Le sommeil inquiet de César dépend-il de la présence de Roustan à sa porte ? Voilà l'idée morale. Je ne sais si elle hantait le cerveau du peintre, quand il composait, dessinait et peignait sa curieuse étude ; mais la voilà telle qu'elle jaillit de son tableau, au moins pour le public intelligent qui raisonne et qui pense. Salon de 1885 »

## Salons
- 1861 - 1re exposition au Salon
- 1874 - Salon : Ces Messieurs du Tiers-Etat sous la pluie à la porte de l'Assemblée le 23 juin 1789.
- 1876 - Salon : Quatrième discours des Dames galantes de Brantôme
- 1877 - Salon : Le Matin du 10 Thermidor An II,  - 1re Médaille.
- 1878 - Salon : La Levée du siège de Metz en 1553, achat de l'État pour le Musée de Dijon.
- 1879 - Salon : Le Prévôt des marchands Étienne Marcel et le Dauphin Charles en 1358 ;  acquis par l'État  n° 2097.

## Expositions
- 1997 : « Peinture d'histoire : les grands formats » musée d'Orsay.

## Prix, médailles, décorations
- 1877 - 1re Médaille au Salon avec : Le Matin du 10 Thermidor An II.
- 1880 - Chevalier de la Légion d'honneur.

## Musées, monuments
- Musée de la Révolution française, château  de Vizille, Isère : Marat ; Le Matin du 10 Thermidor An II (étude préparatoire).
- Musée des beaux-arts de Dijon, Côte-d'Or : La Levée du siège de Metz en 1553.
- Musée d'Orsay à Paris:  Étienne Marcel et le Dauphin.
- Hôtel de ville de Senlis, Oise :  Exécution des otages en 1418 entre Armagnacs et Bourguignons.
- Musée d'art moderne et contemporain de Strasbourg, Bas-Rhin : Portrait en pied d'un homme ; dessin.
- Musée des beaux-arts de Rennes ; Ille-et-Vilaine :  Tête d'homme époque Louis XIII tableau perdu.
- Musée des beaux-arts de Caen ; Calvados : Quatrième discours des Dames galantes de Brantôme (œuvre détruite)
- Musée Lambinet, Versailles : Messieurs du Tiers avant la séance royale du 23 juin 1789